# Trócsányi Zsolt
Kohányi Trócsányi Zsolt (Pápa, 1926. április 15. – Budapest, 1987. augusztus 23.) magyar történész, levéltáros, a történelemtudomány doktora.

## Családja
Trócsányi Dezső fia, Trócsányi Zoltán és Trócsányi György testvére.

## Életpályája
Tanulmányait az Eötvös Kollégium tagjaként 1944 és 1949-ben végezte a budapesti tudományegyetemen történelem, latin és levéltár szakán. 1947-1948 folyamán a bukaresti egyetemen volt ösztöndíjas. 1949-től az Országos Levéltár munkatársa, 1969-től  főlevéltárosa, a Gubernium és az Erdélyi Kancellária levéltárának referense volt egészen 1986-ig, nyugalomba vonulásáig. 

## Tudományos fokozatai
- a történelemtudomány kandidátusa (1956)
- a történelemtudomány doktora (1968)

## Fő kutatási területe
Erdély történelme a 6-19. században. 

## Főbb művei
- Az erdélyi parasztság története 1790-1849 (Bp., 1956)
- A nagyenyedi kollégium történetéhez, 1831-1841 (Bp., 1957)
- Wesselényi Miklós (Bp., 1965)
- Az északi Partium 1820-ban (Bp., 1966)
- Teleki Mihály. Erdély és a kurucmozgalom 1690-ig (Bp., 1972); Az erdélyi kormányhatósági levéltárak (Bp., 1973)
- Az erdélyi fejedelemség korának országgyűlései 1540-1690 (Bp., 1976)
- Erdély központi kormányzata 1540-1690 (Bp., 1980)
- A pápai kollégium története (társszerző, Bp., 1981)
- Erdély története (társszerző, II., Bp., 1986)
- Wesselényi Miklós hűtlenségi pere (Bp., 1986)